# Béla von Las-Torres
Béla (von) Las-Torres,  auch Béla Medina de Las Torres, (* 20. April 1890 in Budapest; † 12. Oktober 1915 in Meljine, Castelnuovo) war ein ungarischer Schwimmer.

## Biographie
Béla von Las-Torres entstammte einer spanischen Adelsfamilie, die – wahrscheinlich infolge des Spanischen Erbfolgekriegs (1701–1714) – an den österreichischen Hof gegangen war. Sein Vater Julius Las Torres besaß ein Porzellangeschäft in Budapest, das der Sohn leitete.
Insgesamt errang von Las-Torres 18 ungarische Meistertitel im Schwimmen. 1909 gewann er die Salzwassermeisterschaft in Abbazia gegen den Olympiasieger von 1906, Otto Scheff. 1910 nahm er auch an Deutschen Schwimmmeisterschaften teil und gewann den Titel über 1500 Meter im Freistil.
Von Las-Torres startete für Ungarn im Freistilschwimmen bei zwei Olympischen Spielen: 1908 in London und 1912 in Stockholm. 1908 errang er gemeinsam mit der ungarischen Staffel über 4 × 200 Meter die Silbermedaille. Als er in Stockholm vier Jahre später an den Start ging, war er der aktuelle Weltrekordhalter über 400 Meter Freistil mit 5:28,4 Minuten. Dieser Rekord wurde bei den Spielen von zwei Schwimmern unterboten, und Las-Torres belegte Rang fünf.
Béla von Las-Torres diente im Ersten Weltkrieg bei den k.u.k. Luftfahrtruppen, zu denen er als Leutnant der Reserve eingezogen worden war, und wurde mit dem Signum Laudis ausgezeichnet. Er starb am 12. Oktober 1915 im Festungsspital von Meljina, einem Ortsteil von Castelnuovo in Dalmatien, an einer Blinddarmentzündung und wurde auf dem dortigen Militärfriedhof beerdigt.
Im Budapester XXIII. Bezirk ist eine Straße nach ihm Las-Torres Béla Utca benannt. Am 12. Dezember 1982 wurde er vom Ungarischen Schwimmverband mit dem Titel Ewiger Schwimmmeister von Ungarn geehrt.